# MY Shemara
Le MY Shemara est un yacht motorisé qui servit sous le nom de HMS Shemara dans la Royal Navy de 1939 à 1946.

## Histoire
L'industriel anglais Bernard Docker demande au constructeur John I. Thornycroft & Company un yacht selon ses désirs. Le yacht est construit dans le chantier de Thornycroft à Woolston, Southampton. Il est achevé en 1938 et baptisé MY Shemara.

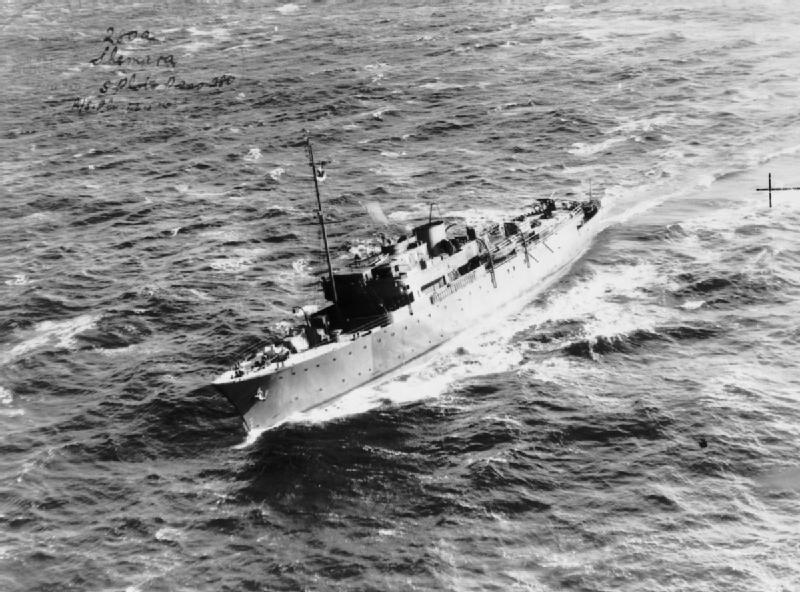
Le HMS Shemara

Le MY Shemara est réquisitionné par la Royal Navy au début de la Seconde Guerre mondiale en septembre 1939 et utilisé à partir de janvier 1940 comme navire d'entraînement pour la guerre anti-sous-marine, au large de Campbeltown. Il est présent lors de l'exercice où l'on perd le sous-marin HMS Untamed le 30 mai 1943. Le dernier exercice a lieu le 4 septembre 1945. La Royal Navy le vend en mars 1946.
Une fois redevenu la propriété de Docker, le Shemara est connu pour ses somptueuses fêtes avec des invités, dont le roi Farouk d'Égypte. En 1965, Docker le met sur le marché pour 600 000 £, il est finalement vendu au promoteur immobilier Harry Hyams pour 290 000 £. Hyams utilise le Shemara pour des croisières en Méditerranée puis le délaisse à Lowestoft, le navire sort peu à partir des années 1980.
En 2010, le Shemara est acheté par l'homme d'affaires Charles Dunstone et un projet est lancé pour lui redonner son ancienne gloire. Pour ce faire, une nouvelle société, Shemara Refit LLP, est créée. Le réaménagement est achevé en 2014, le yacht a maintenant un intérieur contemporain tout en conservant bon nombre de ses caractéristiques d'origine historiques, y compris autant de son acier d'origine et de teck que possible. La machinerie du navire est complètement remplacée par un nouveau système diesel-électrique Rolls-Royce comprenant cinq générateurs principaux alimentant deux pods à entraînement électrique et un propulseur d'étrave.